# 米沢市営野球場
米沢市営野球場（よねざわしえいやきゅうじょう）は、山形県米沢市にある野球場。愛称 皆川球場（みながわきゅうじょう）。施設は米沢市が所有し、東北警備保障が指定管理者として運営管理を行っている。

## 概要
西米沢駅近くにある米沢市営野球場（1950年完成）が老朽化したのに伴って整備が進められ、1992年に開場した。米沢がかつて上杉氏の城下町であったことに因んで、愛称上杉スタジアム（うえすぎ－）が付与された。なお、旧市営野球場は米沢市営西部野球場と改称され、現在も存続している。
2006年、前年に死去した皆川睦雄の功績を称え、市営球場の愛称を皆川球場に改称した。これは当時の市長の発案によるもの。米沢市出身の皆川は南海ホークス（現福岡ソフトバンクホークス）で投手として活躍し、通算221勝を挙げている。命名式は同年8月17日のイースタン・リーグ公式戦・東北楽天ゴールデンイーグルス対読売ジャイアンツ戦の試合前に行われた。なお、球場内には皆川睦雄の記念品が常時展示してある。

## 主なエピソード
- 1992年の開場に合わせて、イースタン・リーグ公式戦日本ハム対巨人の試合がこけら落としとて開催された。
- 2004年公開の映画「スウィングガールズ」の撮影に使用された。

## 施設概要
- グラウンド面積：13,400m2
- 両翼：97.6m、中堅：122m
- 内野：クレー舗装、外野：天然芝
- 照明設備：6基
- 収容人員：12,000人（メインスタンド1,640人、内野スタンド3,738人、外野芝生席6,622人）
- スコアボード：イニングスコアとポジションは電光式、チーム名とメンバー（選手&審判員）はパネル式

## アクセス
- 米沢駅から米沢市民バス「循環線」で「イオン米沢前」下車、徒歩約10分